# Wierden
Wierden est une commune néerlandaise, en province d'Overijssel.

## Personnalités
- Annefleur Kalvenhaar, cycliste (VTT, cyclo-cross), née à Wierden en 1994.